# 이대호 (1981년)
이대호(1981년 12월 19일 ~ )는 대한민국의 경제 칼럼니스트 겸 유튜버다. 2005년 8월 1일부터 2007년 3월 1일까지 TBC 아나운서, 2007년 3월 2일부터 2008년 7월 13일까지 MBN 앵커 직을 거쳐 2008년 7월 14일부터 머니투데이방송 기자로 활동하다가, 2021년 4월 1일에 머니투데이방송을 퇴사한 후 유튜브 채널 와이스트릿을 개설했으며, 2023년 2월부터 (주)와이스트릿을 설립해 대표이사로 재직 중이다.

## 방송 출연

### TV
- KBS2 《해 볼만한 아침 M&W》 - "이대호의 취재 해보라" 고정 패널

### 라디오
- KBS 1라디오 《성공예감 이대호입니다》 - 2023년 3월 27일 ~ 현재 (진행)